# Russel Norman

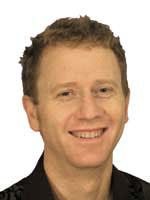
Russel Norman

Russel Norman (* 2. Juni 1967 in Brisbane, Australien) ist ein neuseeländischer Politiker und Umweltschützer. Er ist Mitglied der Green Party of Aotearoa New Zealand, war Sprecher und einer beiden Vorsitzenden der Partei und war Juni 2008 bis Oktober 2015 Mitglied des Parlaments von Neuseeland. Im November 2015 übernahm Norman die Position des Executive Directors von Greenpeace New Zealand.

## Ausbildung und Privates
Russel Norman wuchs in Brisbane zusammen mit fünf weiteren Geschwistern in einer hart arbeitenden Familie auf. Seine Eltern waren bis in die 1980er Jahre Labour-Anhänger, brachen aber mit der Politik von New Labour in dieser Zeit. Russel wurde dadurch geprägt und schloss sich früh schon während seiner High-School-Zeit den außerparlamentarischen alternativen Bewegungen an. Ein Studium der Medizin, um sich in Entwicklungsländern zu engagieren, brach er ab und interessierte sich von da an mehr für die Politik.
Er absolvierte seinen Bachelor mit Auszeichnung über das Thema the Alliance Party und hatte damit schon seine ersten Kontakte nach Neuseeland. 1996 begann er sein Studium in Politikwissenschaft, welches er in Neuseeland mit einem Doktortitel abschloss. Er lebt seit 1997 in Neuseeland und wohnt mit seiner Partnerin Katya Paquin in Wellington.

## Berufliche Karriere
Er war von 1988 bis 1995 in Australien in verschiedenen Jobs tätig, u. a. in einer Autofabrik und zuletzt als Gärtner. In Neuseeland angekommen arbeitete er zuerst von 1997 bis 1999 als Landarbeiter auf einem ökologischen Bauernhof und einer ökologischen Gärtnerei, wechselte dann 2001, um für ein Jahr eine Ausbildung in Non-for-Profit Management zu machen. Zur gleichen Zeit war er Sekretär von zwei Parlamentariern der Green Party. Von 2002 bis 2004 war er Mitarbeiter der Grünen-Fraktion im Parlament, um im folgenden Jahr die Position des Kampagne-Managers zu übernehmen. Noch in dem Jahr 2005 wurde er wissenschaftlicher Mitarbeiter der Vereinigung der Universitätsmitarbeiter und tat dies bis Mitte 2006.

## Politische Karriere
Russel Norman war in Australien in zahlreichen Kampagnen für Umweltschutz und soziale Gerechtigkeit und von 1995 bis 1996 bei den australischen Grünen aktiv. Nachdem er 1997 nach Neuseeland wechselte, trat er noch im selben Jahr der Grünen Partei in Neuseeland bei. Auch hier in vielen unterschiedlichen Gruppen aktiv kam er schließlich über die Mitarbeit in der Parteiorganisation und in dem parlamentarischen Bereichen der Partei auf die Kandidatenliste für die Parlamentswahlen von 2002 an und wurde 2006 zum Co-Vorsitzenden neben Jeanette Fitzsimons gewählt. Bei den Parlamentswahlen 2008 kam er schließlich über die Liste, auf der er Platz zwei einnahm, ins Parlament. Nach neun Jahren Tätigkeit als Co-Vorsitzender trat Russel Norman am 29. Mai 2015 von seinem Posten zurück, behielt aber sein Parlamentsmandat bis zum 30. Oktober 2015, dem Tag, an dem er sein Parlamentsmandat wegen seines Wechsels zu Greenpeace zurückgab.